# Lasice horská
Lasice horská (Mustela altaica), neboli solongoj, je šelma z čeledi lasicovití (Mustelidae). Žije v horských oblastech Asie od ruské části Střední Asie po jihovýchodní Sibiř na východě a severní Indii na jihu, přičemž nejrozsáhlejší oblast jejího výskytu je v Číně. Jako biotop preferuje stepi a horský terén. Má štíhlé tělo s krátkýma nohama, podobně jako ostatní lasice. Na délku měří asi 30 až 45 cm, hmotnost dosahuje maximálně 350 gramů. Je to spíše noční živočich. Dokáže se pohybovat rychle a mrštně. Je téměř výhradně masožravá, živí se především pišťuchami a hraboši, případně dalšími hlodavci, zajícovci a jinými menšími živočichy. K rozmnožování dochází koncem zimy a na jaře. Samice po poměrně krátké březosti vrhá obvykle 2 až 6, maximálně až 13 mláďat, která jsou kojena asi 2 měsíce, načež se osamostatní. Délka života není známa. Predátoři tohoto druhu nejsou zjištěni, ale nejspíše jimi mohou být velcí draví ptáci, případně větší lasicovité a psovité šelmy. V případě ohrožení se lasice chová agresivně, vydává hlasité zvuky a na obranu může použít i smrduté výměšky z análních žláz. Mezinárodní svaz ochrany přírody (IUCN) hodnotí taxon jako téměř ohrožený, přičemž jako hlavní hrozby uvádí přeměnu životního prostředí na zemědělskou půdu, deratizaci pišťuch a přímé zabíjení.

## Nomenklatura
Lasici horskou popsal a vědecky zařadil německý biolog Peter Simon Pallas v roce 1811 pod jménem Mustela altaica. Taxonomická pozice druhu byla dlouho diskutována. Fylogeneticky nejblíže má nejspíše k lasici kolčavě, druhý nejbližší příbuzný je hranostaj. Analýza mitochondriálního genomu potvrdila blízkou příbuznost s kolčavou a jako sesterské taxony uvádí tchoře tmavého a kolonoka. Dříve se předpokládala i vzájemná blízkost s lasicí žlutobřichou, která byla dokonce považována za možný poddruh lasice horské, ale poslední genetické výzkumy to nepotvrdily.
Rozdělení na poddruhy není dostatečně prostudováno, nicméně východosibiřská subspecie M. a. raddei se jednoznačně od ostatních předpokládaných poddruhů odlišuje výraznějším zbarvením. Obvykle se při dělení uvádějí čtyři poddruhy:
- Mustela altaica altaica Pallas, 1811
- Mustela altaica birulai Ognev, 1928
- Mustela altaica raddei Ognev, 1928
- Mustela altaica temon Hodgson, 1857

## Popis
Lasice horská se svými rozměry i vzhledem velmi podobá hranostajovi. Má ale poněkud větší lebku, delší a jemnější srst a chlupatější ocas, který postrádá černou špičku. Délka těla samců je mezi 22 a 29 cm, samic 21 až 25 cm, ocas samců měří 11 až 15 cm, samic 9 až 12 cm. Kondylobazální délka lebky se pohybuje mezi 40 a 53 mm, přičemž samci ji mají větší než samice. Hmotnost samců je mezi 217 a 350 gramy, samice váží od 122 do 220 gramů. Všechny délkové a hmotnostní údaje pocházejí z 50. a 60. let 20. století, modernější zdroje většinou přebírají tato data. Zimní a letní srst se výrazně odlišuje, především ve vyšších zeměpisných šířkách. Letní srst je kratší, hrubší, řidší a obecně tmavší než zimní. Zimní barva je na zádech a bocích žlutá či okrová, spodní část je krémová až bílá. Letní srst bývá hnědá, šedo-hnědá či hnědo-okrová. Rozhraní mezi tmavší horní částí a světlejší dolní částí těla je u letní srsti velmi zřetelné a ostré. Rty a brada mají světlou barvu.

## Rozšíření, biotop
Lasice horská žije ve Střední a Východní Asii a v severní části Jižní Asie. Nachází se ve státech Bhútán, Čína, Indie, Kazachstán, Kyrgyzstán, Mongolsko, Nepál, Pákistán, Rusko a Tádžikistán. Nejistý výskyt je v Afghánistánu a na Korejském poloostrově. Vyskytuje se v nadmořské výšce 50 až 4900 (případně až 5200) metrů, ve Střední Asii je to typicky v rozmezí 1400 až 3000 metrů. Jedná se o druh běžný, ale nikoliv hojný. Oblíbeným biotopem této šelmy jsou suché stepi, horské louky, planiny, skalnaté a kamenité svahy hor, říční údolí s rákosovými porosty a křovinami a řídké lesní porosty. Žije i v blízkosti lidských obydlí.

## Ekologie a chování
Lasice horská je šelma s převážně soumračnou nebo noční aktivitou, avšak denní činnost také není neobvyklá, zvláště když žije v oblasti, kdy jejími nepřáteli nebo konkurenty jsou šelmy preferující noční či soumračnou aktivitu. Je to nebojácné zvíře, rychle běhá, umí dobře šplhat, vody se nikterak nestraní. Velikost teritoria není známa. Využívá nory hlodavců jako svá doupata, kterých má často několik. Bývá v nich jedna komora využívaná k odchovu mláďat, někdy je v doupěti i latrína a u vchodu se nacházejí zbytky potravy.
Lasice horská je téměř výhradní masožravec. Hlavní složku její potravy tvoří hlodavci, zajícovci a ptáci malé a střední velikosti. Dále požírá ještěrky, hmyz a v malé míře i ryby a obojživelníky. Jsou známy případy, kdy napadla domácí drůbež, živila se vejci, případně konzumovala lidské potraviny. Zimní potravu v západním Zabajkalí tvoří hlodavci a pišťuchy ze 73 %, ptáci z 23 % a hmyz ze 3 %. Z konkrétních druhů zde převažuje pišťucha krátkoocasá (Ochotona daurica). V jihovýchodním Zabajkalí jsou důležité rovněž pišťuchy, ale například v létě jsou řádově stejně častou kořistí hraboš syslí (Lasiopodomys brandtii) a hraboš úzkolebý (Microtus gregalis). V oblasti při jezeře Balchaš se na jídelníčku nachází především hraboši, myši, ještěrky, ondatry, hryzci a ptáci. Na Tibetské náhorní plošině je hlavní kořistí nejspíše pišťucha černolící (Ochotona curzoniae). Data ze zajetí ukazují, že denní příjem potravy se pohybuje okolo 50 gramů (což odpovídá 3 až 4 myším domácím). Pokud je kořisti dostatek, má se za to, že lasice z ní zkonzumují jen mozek a vysají krev.

### Rozmnožování, život, konkurenti, predátoři
K rozmnožování dochází nejčastěji v únoru a březnu. Doba březosti trvá 30 až 49 dní, přičemž období odložené nidace buď chybí, nebo je velmi krátké (řádově několik dní). Samice následně vrhá 1 až 8 (obvykle 2 až 6), výjimečně až 13 mláďat. Ta jsou asi 4 týdny slepá, nicméně již ve věku 2 měsíců se začínají osamostatňovat, avšak často pak žijí v blízkosti matky až do podzimu, tedy několik dalších měsíců. Mladí jedinci se mohou začít rozmnožovat již necelý rok po narození. Naděje na dožití není známa, ale předpokládá se podobná, jako u ostatních lasicovitých, tedy asi 7 až 10 let.

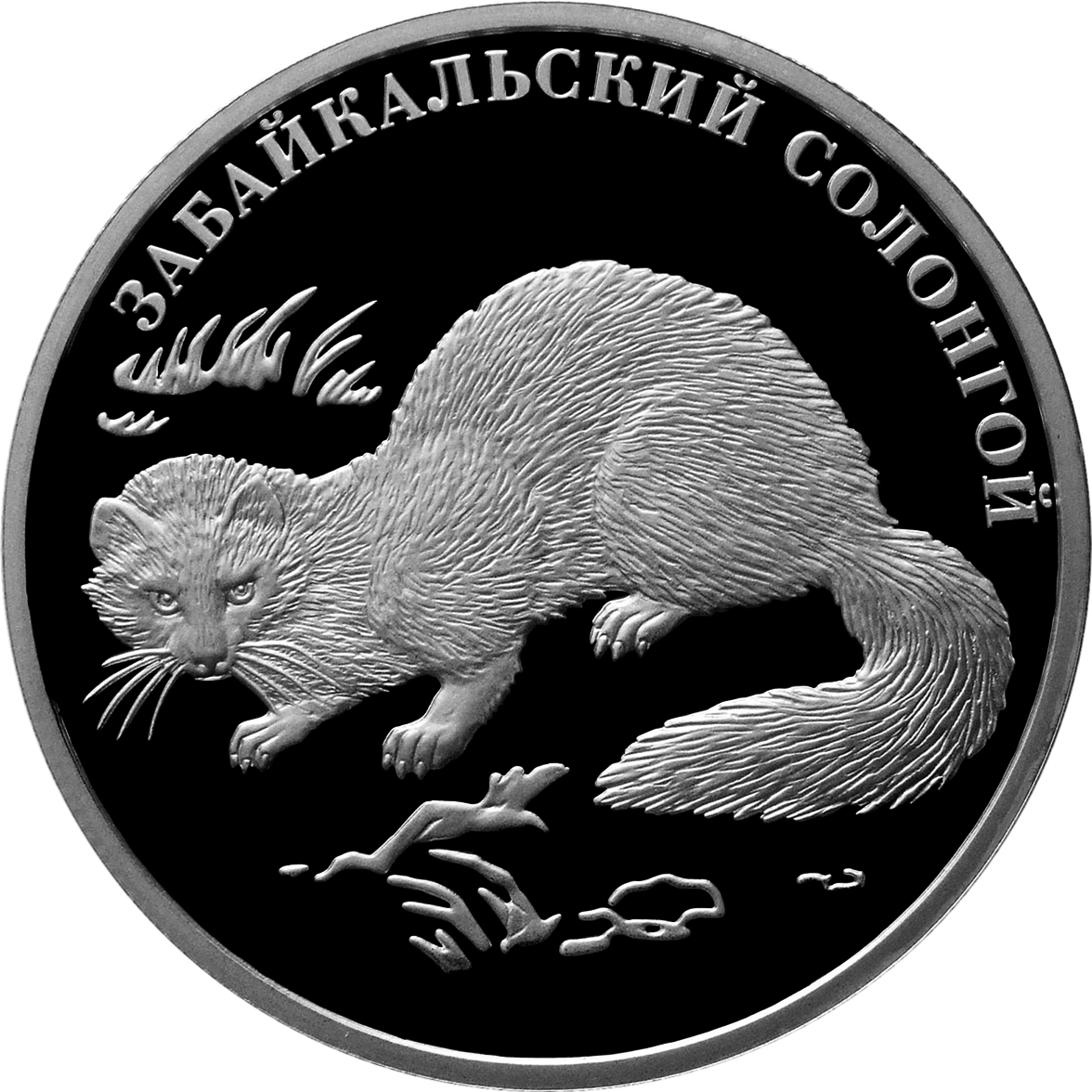
Pamětní dvourublová mince s lasicí horskou (Zabajkalskij solongoj)

Za hlavní konkurenty lasice horské jsou považováni další lasicovité šelmy, jako je kolonok, hranostaj, kuna skalní a tchořík skvrnitý. Predace lasice horské není zmapována, ale předpokládá se, že se může stát kořistí větších dravých ptáků. Jako případní další nepřátelé byli identifikováni kuna skalní a liška obecná. Těm se pokud možno snaží vyhnout preferencí aktivity v jiných obdobích dne. Její obranu, pokud už dojde ke střetu, představuje agresivní chování, vydávání hlasitých zvuků a sprejování smrdutými výměšky z análních žláz.

## Hrozby, vztah s lidmi
IUCN hodnotí druh jako téměř ohrožený. CITES ho řadí do přílohy III, tedy s omezenou možností obchodování. Hlavní hrozbou je pokračující přeměna habitatu na většině území jeho výskytu. Velmi negativní roli hrají kampaně hubící pišťuchy, jež jsou považovány za škůdce v zemědělství. Lasici ovlivňuje i degradace horských luk způsobená především nadměrným spásáním dobytkem. V Nepálu je zabíjena kvůli využívání v tradiční medicíně, ale vzhledem k jejímu dlouhodobému výskytu poblíž lidského osídlení to nejspíše není v takovém měřítku, aby ji to ohrožovalo. Na mnoha místech je občas lovena kvůli kožešině, ale na populaci to zřejmě nemá zásadní vliv. Populace lasic horských podléhá značné fluktuaci v závislosti na početnosti jejich kořisti.
V oblasti severozápadního Nepálu (okres Humla) mají místní lidé k těmto tvorům ambivalentní postoj. Na jednu stranu uznávají, že se významně podílí na hubení hlodavců, ale na druhou stranu je obviňují z pojídání jejich zásob sušeného masa. Navíc je zde rozšířena pověra, že lasice (jakéhokoliv druhu), jejíž vysušené tělo se umístí u hlavních vchodových dveří, může zabránit smrti novorozenců. Domorodci tuto neúčinnou metodu občas uvádějí do praxe.